# Ане Гансдаттер Кісмул
Ане Гансдаттер Кісмул (нар. 8 березня 1980, Мосьєн) — норвезька екологічна і політична діячка від Центристської партії.

## Діяльність
У 1996 році приєдналася до організації Natur og Ungdom і відкрила новий місцевий відділ у Мосьєні. У 2000 році була обрана заступницею керівника, а з 2003 по 2005 рік – керівницею організації. У 2007 році в Університеті Осло здобула ступінь бакалавра політології. У 2006 та 2007 роках була генеральною секретаркою Норвезької вітроенергетичної асоціації, коли її наймали радницею парламентської групи Центристської партії.
У липні 2008 року призначена політичною радницею у Міністерстві сільського господарства та продовольства. У вересні 2012 року підвищена до державної секретарки Міністерства нафти та енергетики.